# Михайлівське кладовище (Київ)
Миха́йлівське кладови́ще — некрополь у Святошинському районі міста Києва. Виникло у 1890 році як сільське кладовище для поховання мешканців села Михайлівська Борщагівка. Закрите рішенням Виконкому КМР НД № 192 від 22 лютого 1988 року.